# Diego du Monceau
Le comte Diego du Monceau de Bergendal, né en 1949, est un homme d'affaires belge.

## Biographie
Diego du Monceau est le fils du comte Yves du Monceau de Bergendal et le petit-fils du baron Raymond Vaxelaire. Il est marié à la nièce de Charles-Emmanuel Janssen.
Sorti diplômé de l'Université Solvay Business School de Bruxelles en 1973, il obtient son MBA de la Harvard Business School en 1976.
Il débute chez White Weld, Merrill Lynch à New York et à Londres en 1977, puis il devient responsable de la zone Sud-Ouest Europe dans le département financier de la Swiss Bank Corporation en 1982.
En 1985, il rentre chez GIB, le groupe de la famille de sa mère. Il devient président de Brico et directeur général de GIB Belgique en 1988, vice-président de Quick en 1990, et enfin président-directeur général du Groupe GIB en 1991 (à la suite du décès de son oncle François Vaxelaire).
Diego du Monceau est à l'origine du développement de Brico en Espagne et au Portugal, ainsi que de Quick en France.
Il est nommé directeur de JP Morgan Luxembourg en 1992. Membre du conseil d'administration d'ING Belgique de 1993 à 2000, il en préside le comité d'audit depuis cette date.
Il devient président-directeur général du Groupe 3SI en 2010 et vice-président de Bergendal & Co.
Diego du Monceau est également administrateur de Kredietbank Luxembourgeoise (KBL), de GAM Holding AG, d'ING Belgium, de Continental Bakeries, d'Euro Shoe Group, de WE International, de Le Foyer Finance, de Quest for Growth ...
Il cofonde avec plusieurs entrepreneurs belges le fonds de capital à risques E-Capital, destiné à conseiller et à soutenir financièrement les PME belges, dont il préside le conseil exécutif de direction.
Il est membre du Cercle de Lorraine et du Cercle Gaulois.

## Hommage artistique à son père Yves du Monceau
En 2020, Diego du Monceau offre à l'UCLouvain et à la Ville d'Ottignies-Louvain-la-Neuve une statue-banc en bronze qui perpétue le souvenir de son père Yves du Monceau de Bergendal, bourgmestre d'Ottignies de 1958 à 1978, puis d'Ottignies-Louvain-la-Neuve de 1978 à 1988.
La sculpture, commandée au sculpteur britannique David Williams-Ellis (en), se dresse le long de la « Rêverie du Promeneur solitaire », à la pointe nord-est du lac de Louvain-la-Neuve, près de l'Aula Magna. Elle a été inaugurée le 18 juin 2020 en présence de la comtesse Rainy du Monceau, veuve d'Yves du Monceau, de quelques représentants de la famille et des autorités universitaires et communales.
Le bulletin communal d'Ottignies-Louvain-la-Neuve évoque la statue-banc en ces termes : « Yves du Monceau de Bergendal accueille désormais vos confidences au bord du lac de Louvain-la-Neuve, juste en face de l'Aula Magna. À moins qu'il vous souffle quelques idées pour l'avenir de la ville ? ».

Statue-banc Yves du Monceau (David Williams-Ellis 2020)
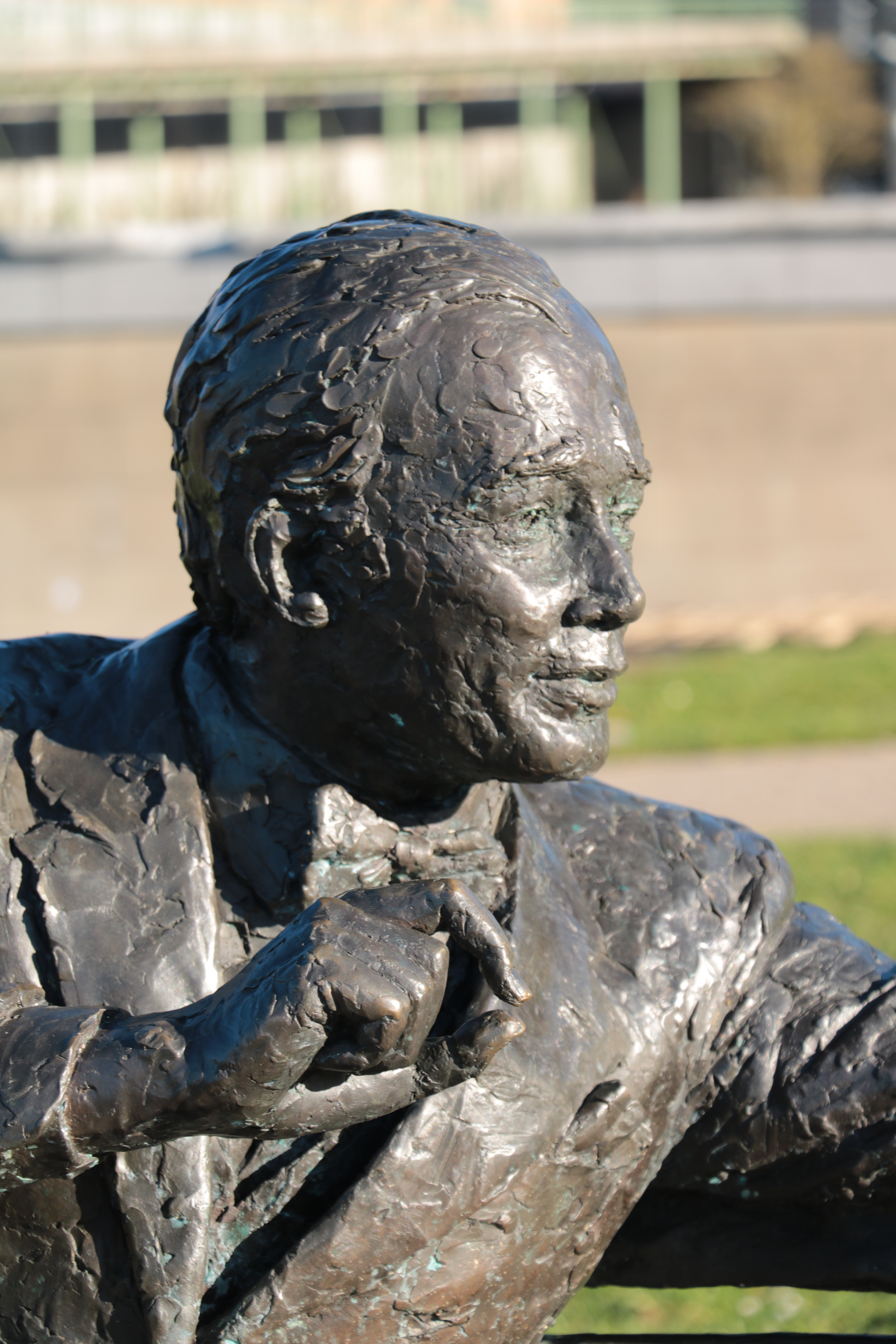
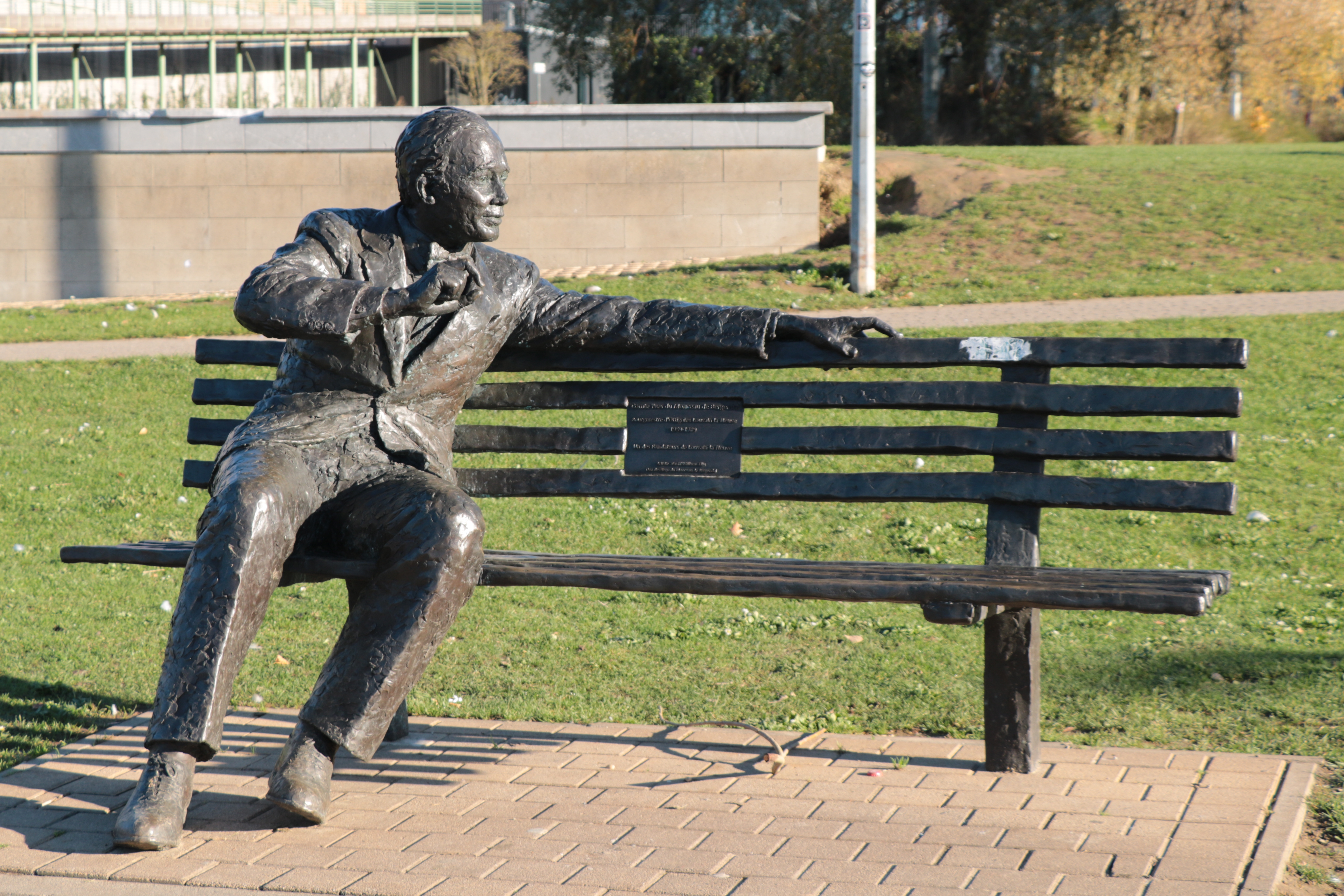
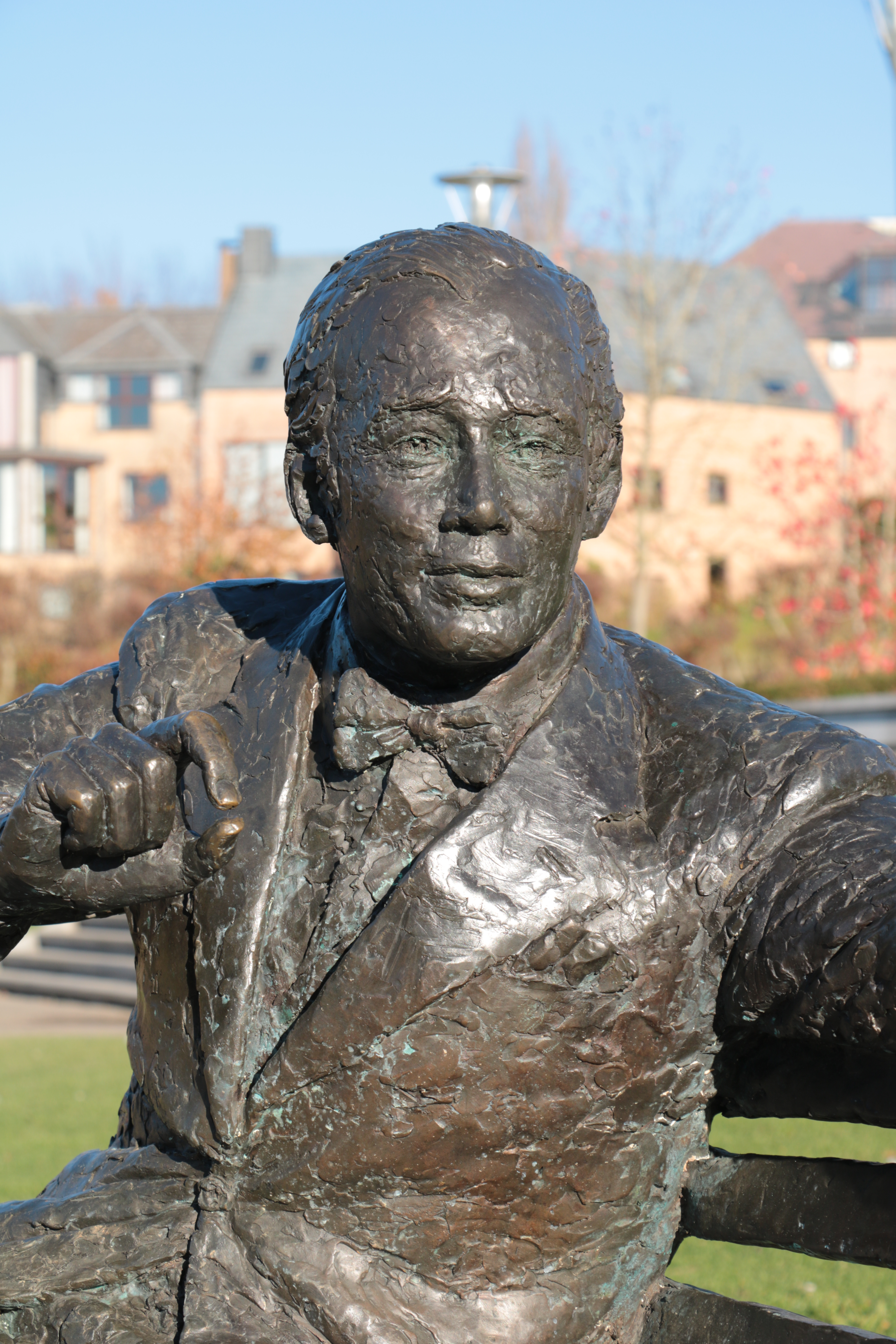
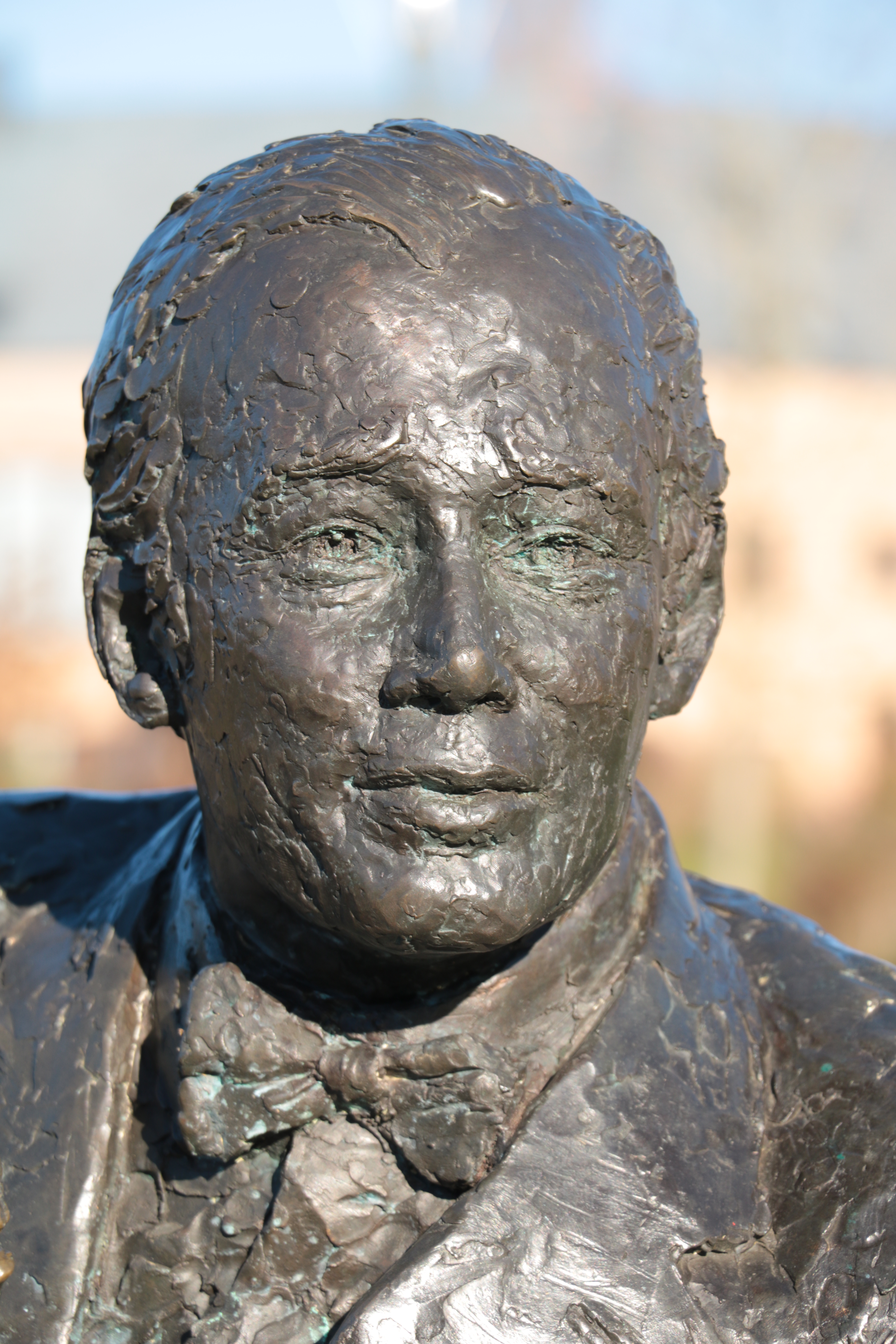

## Sources
- Notice dans un dictionnaire ou une encyclopédie généraliste :   - Base de données des élites suisses
- « Diego du Monceau : `Si j'avais décidé seul...´ » (26 avril 2002, La Libre)
- « Diego du Monceau » (24 septembre 1993, Le Soir)
- « Diego du Monceau : La (belle) pièce rapportée » (14 juillet 1995, Le Soir)
- « Diego du Monceau, perturbe et attriste GIB : durs lendemains de crise » (2 novembre 1995, Le Soir)
- « Diego du Monceau, la culture du nom ? » (17 novembre 1995, Le Soir)
- « Son remplaçant, Jean-Pierre Bizet, vient de Mc Kinsey Du Monceau quitte la direction de GIB » (17 décembre 1998, Le Soir)
- « Le patron de GIB se retire Un profil de haut cadre bancaire » (18 décembre 1998, Le Soir)
- « Diego du Monceau : « Quick devrait doubler son chiffre d'affaires d'ici à l'an 2000 » » (22 juin 1993, Les Échos)